# Fraemling
Fraemling är en svensk långfilmsdokumentär från 2019 av Mikel Cee Karlsson. Filmen hade premiär i huvudtävlan vid filmfestivalen CPH:DOX 26 mars 2019 och hade sin svenska biopremiär 11 oktober 2019. Fraemling nominerades till två guldbaggar vid guldbaggegalan 2020, bästa dokumentärfilm och bästa manliga biroll.

## Handling
Regissören Mikel Cee Karlsson arbetar med en film om och med sin bästa vän, en till synes helt vanlig tvåbarnsfar som vill berätta framför kameran om sitt dubbelliv. Desperata omständigheter har drivit honom in i en kriminell värld där skulder aldrig tycks möjliga att betala av. Situationen får till slut fatala konsekvenser och Mikel tvingas fatta avgörande beslut kring den film han arbetar med. Fraemling är en tydlig motbild till konventionella gestaltningar av våld och kriminalitet. Det är en film om nära vänskap och öronbedövande tystnad, om villkoren i en manligt kodad värld, och om den ibland så tunna linjen mellan offer och förövare.